# Stefania Dall'Igna
Stefania Dall'Igna est une joueuse italienne de volley-ball née le 22 novembre 1984 à Busto Arsizio. Elle mesure 1,75 m et joue au poste de passeuse. Elle totalise 78 sélections en équipe d'Italie.

## Clubs
| Club                       | Pays   | De        | À         |
| -------------------------- | ------ | --------- | --------- |
| Cassano Magnago            | Italie | 1999-2000 | 1999-2000 |
| Busto Arsizio              | Italie | 2000-2001 | 2000-2001 |
| Cassano Magnago            | Italie | 2001-2002 | 2001-2002 |
| Volley Vicenza             | Italie | 2002-2003 | 2008-2009 |
| Pieralisi Jesi             | Italie | 2009-2010 | 2009-2010 |
| River Volley Piacenza      | Italie | 2010-2011 | 2011-2012 |
| Robur Tiboni Volley Urbino | Italie | 2012-2013 | 2012-2013 |
| Béziers Volley             | France | 2013-2014 | …         |